# Eduardo Castex
Eduardo Castex är en kommunhuvudort i Argentina.   Den ligger i provinsen La Pampa, i den centrala delen av landet, 600 km väster om huvudstaden Buenos Aires. Eduardo Castex ligger 193 meter över havet och antalet invånare är 9 861.
Terrängen runt Eduardo Castex är mycket platt, och sluttar österut. Runt Eduardo Castex är det mycket glesbefolkat, med 2 invånare per kvadratkilometer.. Eduardo Castex är det största samhället i trakten.
Trakten runt Eduardo Castex består till största delen av jordbruksmark.